# Condado de Harrison (Texas)
O condado de Harrison é um dos 254 condados do estado norte-americano do Texas. A sede do condado é Marshall, e sua maior cidade é Marshall.
O condado possui uma área de 2 370 km² (dos quais 42 km² estão cobertos por água), uma população de 62 110 habitantes, e uma densidade populacional de 27 hab/km² (segundo o censo nacional de 2000).
O condado foi criado em 1839.